# Durkó Zoltán
Durkó Zoltán (Szár, 1970. április 26. –) magyar színész, harcművész és 8. danos zen bu kan kempó mester, és a sportágon belül háromszoros világbajnok. Brazil Jiu Jitsu 2. danos mester

## Pályafutása
Már gyerekkorában megmutatkozott a színészet és filmek iránti érdeklődése és tehetsége. Szár faluban lakott, ahol a helyi Művelődési Házban minden pénteken vetítettek egy mozifilmet. Rendszeres látogatója volt az alkalmi filmszínháznak és nagy rajongója a filmeknek. A filmek és színészet iránti érdeklődése következtében jelentkezett 10 évesen egy film szereplőválogatására, melyet a Mafilm területén tartottak. A szerepet nem kapta meg, a legközelebbi casting meghívást már el sem fogadta. 1993-ban jelentkezett a Harlekim színiiskolába. Egy évet elvégzett az iskolában, és mivel az osztálya feloszlott, otthagyta az iskolát. Időközben egyre több filmbe hívták szerepelni. Úgy érezte, hogy színészileg még fejlődnie kell, ezért 2000-ben jelentkezett a Főnix Dráma stúdió színiiskolájába.

## Szerepei

### Filmek
| Cím                     | Év   |  |
| ----------------------- | ---- |  |
| Lefkovicsék gyászolnak  | 2024 |  |
| A zodiákus lovagjai     | 2023 |  |
| Cella – Letöltendő élet | 2023 |  |
| Brigi és Brúnó          | 2022 |  |
| Doktor Balaton          | 2022 |  |
| Valami Amerika 3.       | 2018 |  |
| Genezis                 | 2018 |  |
| A merénylet             | 2018 |  |
| A Viszkis               | 2017 |  |
| Fiú a vonaton           | 2016 |  |
| Beterang                | 2015 |  |
| Argo 2.                 | 2015 |  |
| Isteni műszak           | 2013 |  |
| Szájhősök               | 2012 |  |
| Hacktion: Újratöltve    | 2012 |  |
| A vizsga                | 2011 |  |
| Üvegtigris 3.           | 2010 |  |
| Utolsó idők             | 2009 |  |
| Kalandorok              | 2008 |  |
| Tűzvonalban             | 2007 |  |
|                         |      |  |